# 왕금운수
왕금운수(王錦運輸)는 서울특별시의 마을버스 회사이며, 사무실과 차고지는 서울특별시 성동구 옥수동 옥수역 부근에 있다.

## 운행 노선
- ● 성동01번: 옥수역 ↔ 신당역

## 보유차량
범한자동차 E-STAR 8과 KGM C090과 현대 그린시티로 운행 중이다.